# Berlin (film, 1945)
Pour les articles homonymes, voir Berlin (homonymie).
Pour plus de détails, voir Fiche technique et Distribution.
Berlin (russe : Берлин) est un film documentaire soviétique réalisé par Youli Raizman et sorti en 1945.
Le film documente la prise d'assaut de Berlin par les Soviétiques à la fin de la Grande Guerre patriotique et la capitulation de l'Allemagne. Des séquences d'actualités militaires sont tournées par un grand groupe de cadreurs de première ligne pendant les combats acharnés qui se déroulent à la périphérie de Berlin et dans la ville elle-même. Le film utilise également des séquences d'actualités allemandes trouvées dans un entrepôt de films berlinois.
En 1946, le film fait l'ouverture du premier Festival international du film de Cannes, où il est bien accueilli et remporte le « Premier prix international » dans la catégorie « Meilleur long métrage documentaire ».

## Synopsis
Le film commence dans le bureau vide d'Adolf Hitler avec un exposé de ses plans pour un empire mondial allemand et ses citations : « Sans pouvoir sur l'Europe, nous ne sommes rien. L'Europe, c'est l'Allemagne ! » ou encore « Si nous voulons créer un grand empire allemand, nous devons exterminer les peuples slaves », etc.
La première des grandes victoires des troupes soviétiques est la bataille de Stalingrad, qui rend possible les actions ultérieures de l'Armée rouge. Le diagramme montre l'avancée victorieuse des armées soviétiques de la Volga vers l'ouest, jusqu'à la dernière frontière fluviale - l'Oder, que les Allemands appelaient « le fleuve de leur destin », mais après quatre ans de guerre, ce fleuve est passé sous contrôle soviétique.
L'ampleur des préparatifs pour forcer l'Oder et la dernière bataille décisive — la bataille de Berlin — est montrée. Le maréchal Gueorgui Joukov, nommé au front, dont les troupes doivent s'emparer de Berlin, tient une réunion militaire au cours de laquelle il présente à l'assistance le plan du quartier général du commandement suprême. Sur une carte en relief, on peut voir une répétition de l'opération offensive à venir. Le matériel et les troupes soviétiques se préparent également à une offensive décisive.
À quatre heures du matin, les canons d'artillerie portent un coup soudain et sans précédent aux défenses ennemies composées d'un demi-million de soldats. De plus en plus d'unités soviétiques sont transférées dans la tête de pont maintenue, et elles finissent par occuper la rive occidentale de l'Oder, et les troupes de l'Armée rouge s'approchent de la capitale allemande le 21 avril 1945.
Les pages glorieuses des anciennes victoires des armes russes sont rappelées par les cadres avec des reliques anciennes et des gravures de 1760, faisant référence aux événements de la guerre de Sept Ans, l'acte de capitulation signé le 9 octobre 1760.
Le 25 avril, l'encerclement de Berlin est complet, et les troupes du Premier front biélorusse rejoignent les armées du Premier front ukrainien. Après les préparatifs nécessaires, l'assaut sur la capitale du Troisième Reich commence, encerclée de toutes parts par les unités de l'Armée rouge. Dans les rues des banlieues et dans la ville elle-même, des combats de rue acharnés ont lieu. De nombreux Allemands, réalisant l'inévitabilité de la défaite, se rendent comme prisonniers. Les troupes soviétiques, qui occupent rue après rue, quartier après quartier, avancent vers le centre de la ville, vers le Reichstag. Une sorte de compétition pour le droit de hisser le drapeau de la Victoire s'engage entre les unités avancées de l'Armée rouge. Aux cris de « Au Reichstag ! », le détachement qui tient le drapeau rouge à la main, sous le feu incessant de l'ennemi et au péril de sa vie, tente de se frayer un chemin jusqu'au Reichstag. Dans ses rangs se trouvent des cadreurs de première ligne. Ils capturent des images historiques des soldats de l'Armée rouge gravissant les marches du Reichstag et hissant la bannière de la victoire au-dessus de celui-ci.
Le 2 mai 1945, après un assaut de neuf jours, la garnison ennemie capitule. Des dizaines de milliers de prisonniers traversent les rues de Berlin et passent devant des maisons sur lesquelles sont accrochés des drapeaux blancs. Les combattants de l'Armée rouge sont joyeusement accueillis avec les drapeaux de leurs pays par les prisonniers libérés des pays alliés : Britanniques, Américains, Français, Belges, Norvégiens, Polonais.
Des images historiques montrent la procédure de signature de l'acte de capitulation inconditionnelle de l'Allemagne nazie. Elles sont remplacées par des images d'un Moscou en liesse le jour de la victoire, le 9 mai 1945 : « Tel est Berlin aujourd'hui et tel est Moscou aujourd'hui ». Dans un Moscou ensoleillé et bondé, des Moscovites heureux de célébrer la victoire se promènent avec des fleurs. Sur la Place Rouge, Les soldats victorieux jettent les étendards fascistes allemands au pied du mausolée de Lénine. Sur la musique du chœur « Gloire » du final de l'opéra Une vie pour le tsar de Mikhaïl Glinka, le présentateur déclare solennellement : « Réjouis-toi, peuple soviétique ! Tu as fait ce que personne d'autre au monde n'a pu faire ! ». Le film se termine par une citation de Joseph Staline, dans son discours du 9 mai 1945 : « Désormais, le grand drapeau de la liberté des nations et de la paix entre les nations flottera sur l'Europe ».

## Fiche technique
- Titre français : Berlin ou La Prise de Berlin ou La Bataille de Berlin[3]
- Titre original : Берлин
- Réalisation : Youli Raizman
- Scénario : Nikolaï Chpikovski
- Photographie : Grigori Guiber (ru), Roman Karmen, Efim Outchitel (ru)
- Musique : Dmitri Chostakovitch
- Production : Studio central des films documentaires
- Genre : film de guerre
- Pays de production :  Union soviétique
- Format : noir et blanc
- Durée : 63 minutes
- Langue : russe
- Date de sortie :
  - Union soviétique : 17 juin 1945
  - France : 5 octobre 1946